# Stelmachowo (gmina)
Stelmachowo (od 1951 Tykocin) – dawna gmina wiejska istniejąca do 1950 roku w woj. białostockim (dzisiejsze woj. podlaskie). Nazwa gminy pochodzi od wsi Stelmachowo, lecz siedzibą gminy był Tykocin, który do 1944 roku (de facto, a do 1950 de jure) stanowił odrębną gminę miejską.
W okresie międzywojennym gmina Stelmachowo należała do powiatu wysokomazowieckiego w woj. białostockim. Po wojnie gmina zachowała przynależność administracyjną.
1 stycznia 1951 roku gmina została zniesiona przez przemianowanie na gminę Tykocin. Przyczyną tego manewru było formalne odebranie praw miejskich Tykocinowi (de facto niebędącym miastem od 1944 roku), przekształcenie jednostki w gromadę i włączenie jej obszaru do gminy Stelmachowo (Tykocin odzyskał prawa miejskie w 1993 roku).